# Omeyyades de Cordoue
Les Omeyyades d'Espagne, Omeyyades d’Andalousie ou Omeyyades de Cordoue sont d'abord à la tête d'un émirat en 756 dans al-Andalus puis fondent une dynastie califale en 929. Ils sont une branche des Omeyyades marwanides qui ont régné à Damas sur l’Empire arabe. Le dernier calife de cette dynastie qui régna à Cordoue, Hicham III, fut déposé en 1031.

## Fondation dynastique des Omeyyades d'Espagne
- 750 : Victorieux à la bataille du Grand Zab, les Abbassides poursuivent et massacrent les Omeyyades du califat de Damas (661-750) et établissent un nouveau califat avec pour capitale Koufa.
- 14 août 755 : Abd al-Rahman, seul rescapé du massacre de la famille omeyyade débarque à Al-Munakab, au sud d'Al-Andalus (territoires de la péninsule Ibérique et de la Gaule alors sous emprise musulmane), avec la ferme intention de fonder un État indépendant.
- 756 : avec l'appui du « djund » (circonscription militaire, armée) syrien, il s'impose à la bataille d'al-Musara et se proclame émir, rompant ainsi l'unité politique de la Oumma, tout en continuant à reconnaître l'autorité religieuse d'Al-Mansur, le calife abbasside de Bagdad. Pour pacifier le pays, assurer son pouvoir et son indépendance face aux conspirations de ses ennemis appuyés par les Abbassides, `Abd al-Rahman, surnommé « l'Émigré », confie les responsabilités politiques à des membres de sa famille et de sa clientèle. II s'appuie sur l'armée, dont il augmente les effectifs, et se constitue une garde de mercenaires, ce qui l'oblige à accroître les impôts pour payer les soldes.
- 766-776 : Sa politique rencontre l'opposition des Yéménites et des Berbères musulmans installés en Espagne, qui se révoltent à plusieurs reprises.
- mort à Cordoue le 30 septembre 788 d'Abd al-Rahman. Il a fondé une dynastie et transformé Al-Andalus en un État indépendant et structuré.

Selon l'historien Pierre Guichard, tous les princes omeyyades qui se succèdent au pouvoir à Cordoue sont des fils d'esclaves concubines dont la majorité était d'origine indigène, des « Galiciennes », provenant des zones restées chrétiennes de l'Espagne du Nord et du Nord-Ouest. Ainsi, selon l'auteur, « à chaque génération, la proportion de sang arabe coulant dans les veines du souverain régnant diminuait de moitié, si bien que le dernier de la lignée, Hisham II (976-1013) qui, au vu de la seule généalogie en ligne masculine est de pure souche arabe, n'a en réalité que 0,09 % de sang arabe ».

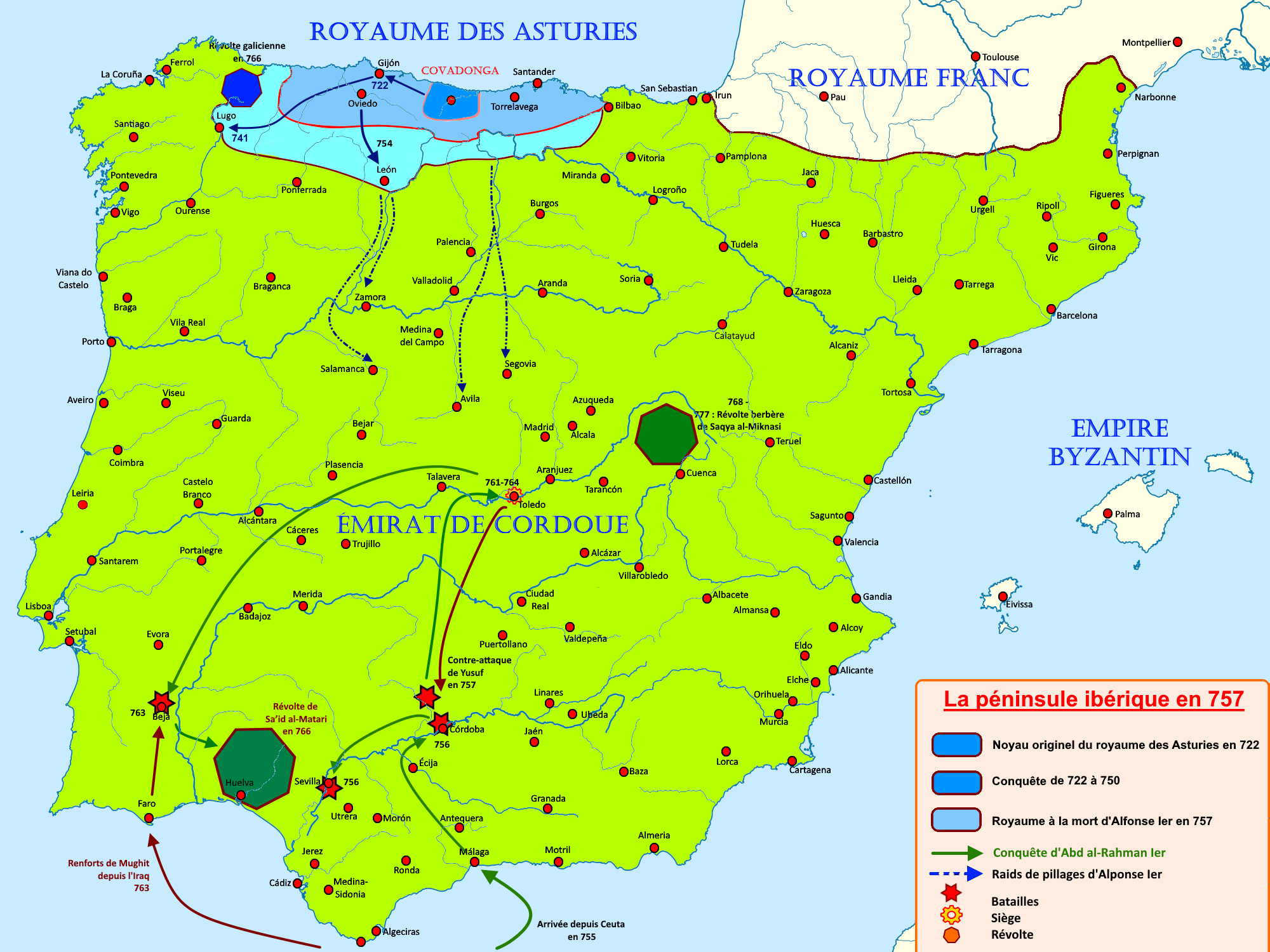
Conquête de l'al-Andalus par les Omeyyades en 757
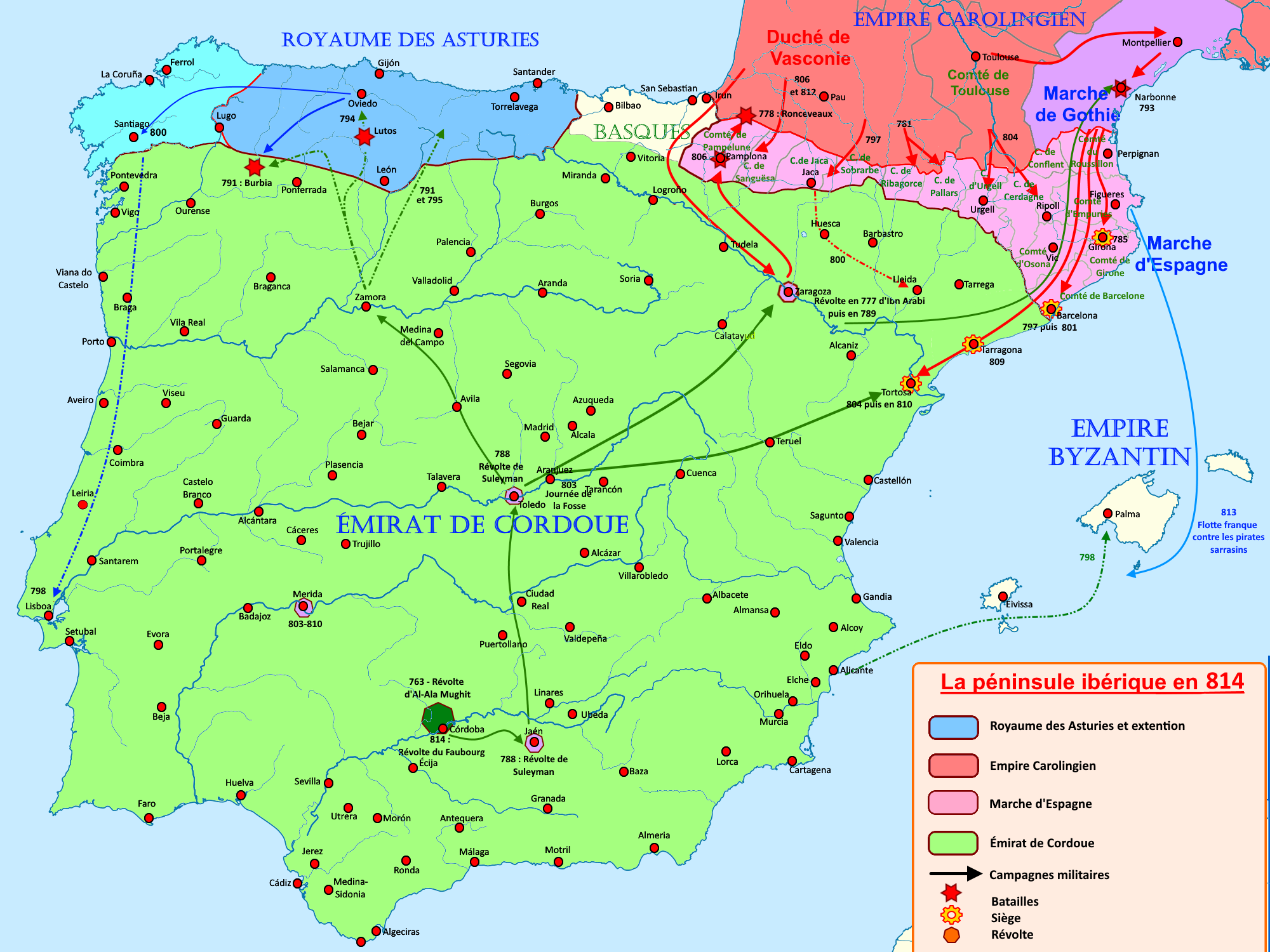
Émirat de Cordoue de 750 à 814
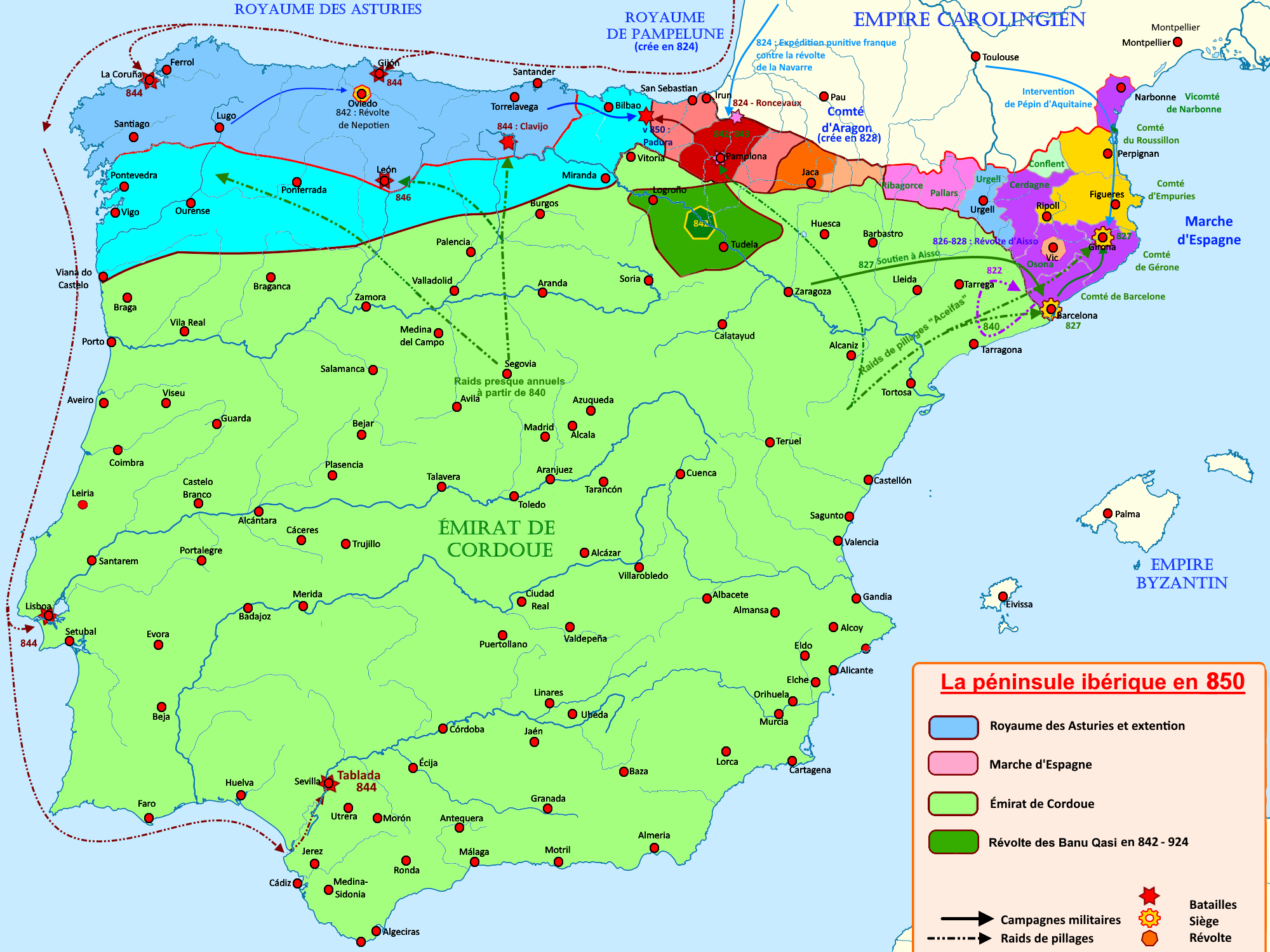
Émirat de Cordoue de 814 à 850
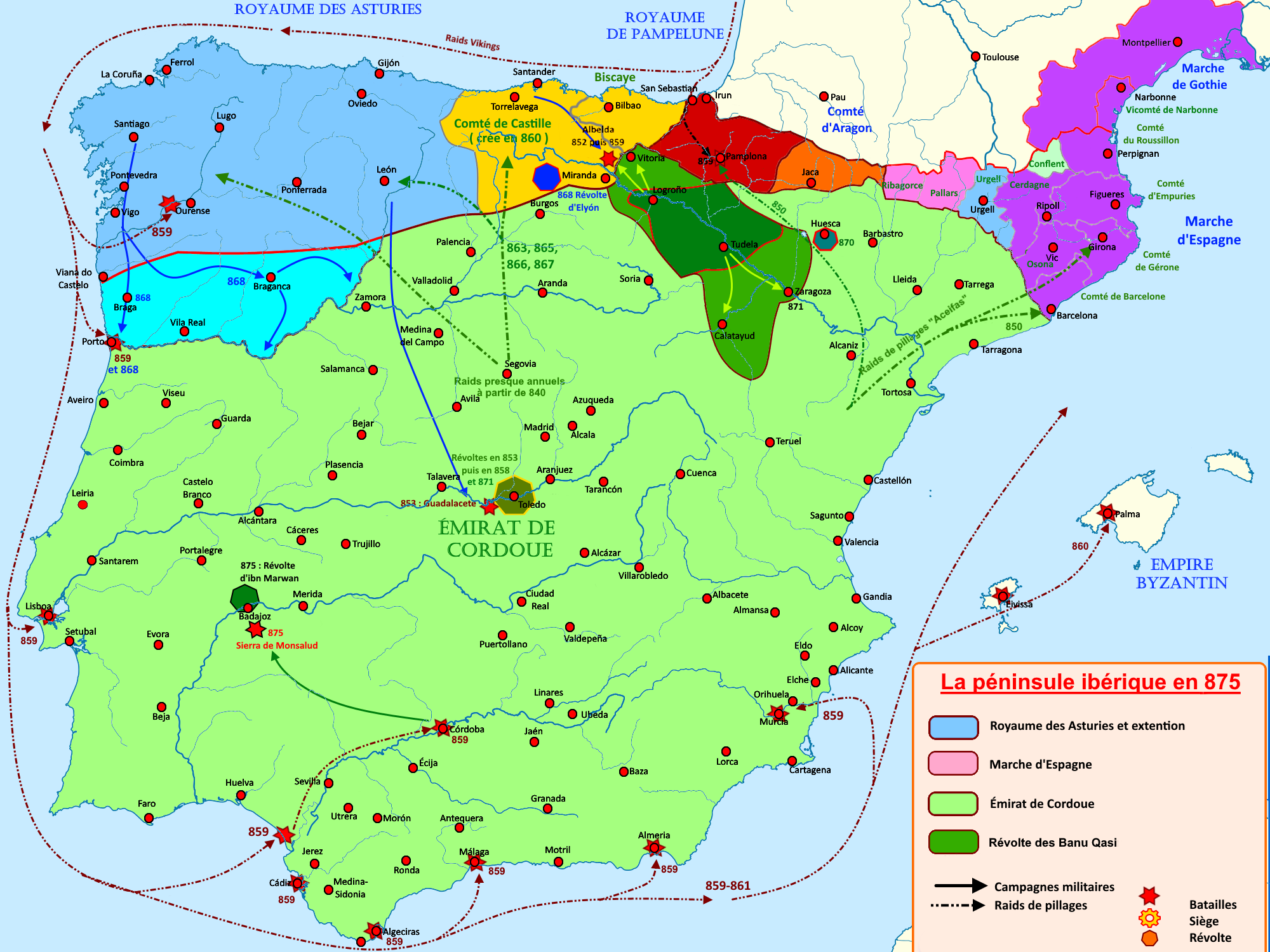
Émirat de Cordoue de 850 à 875
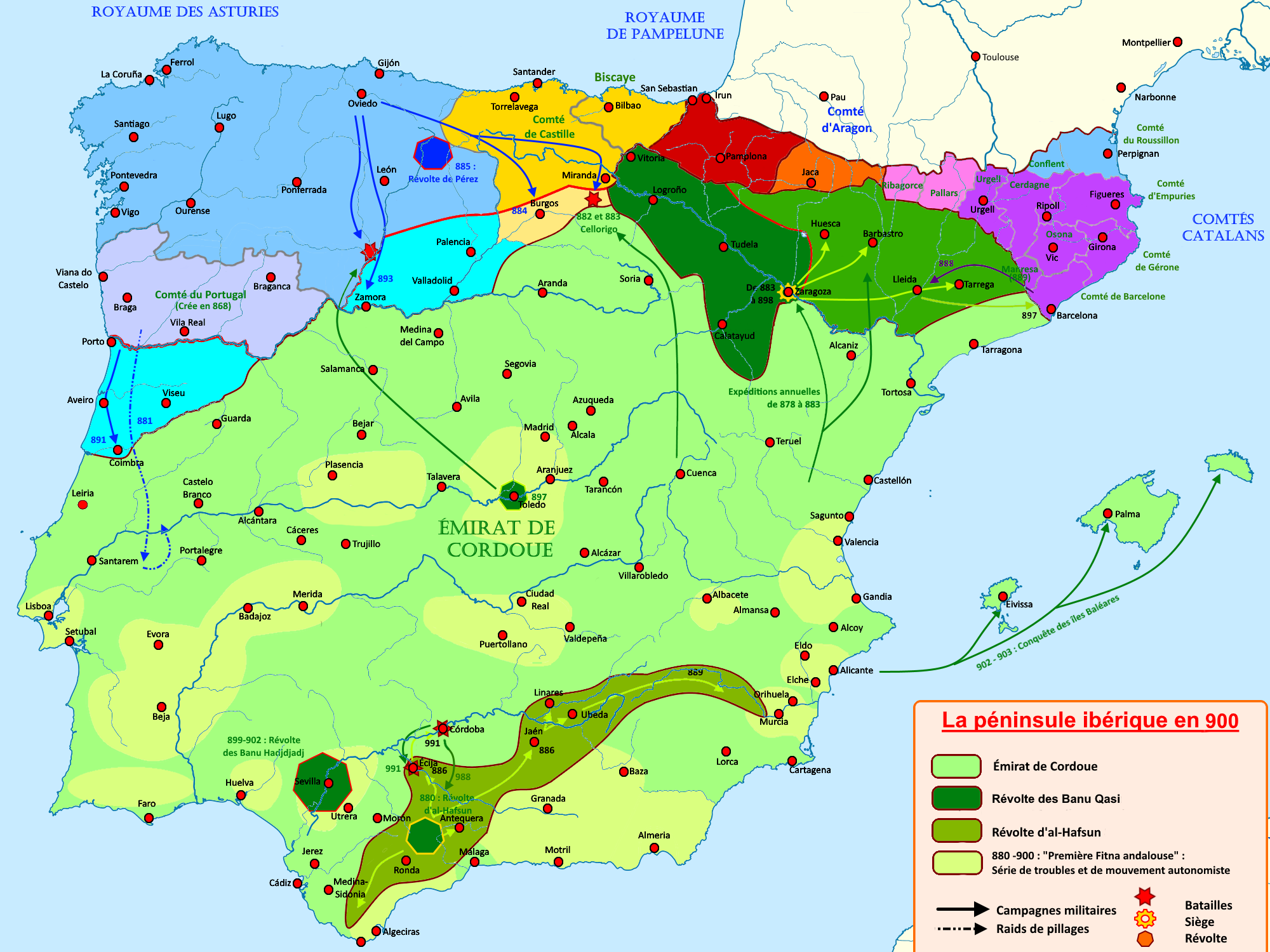
Émirat de Cordoue de 875 à 900
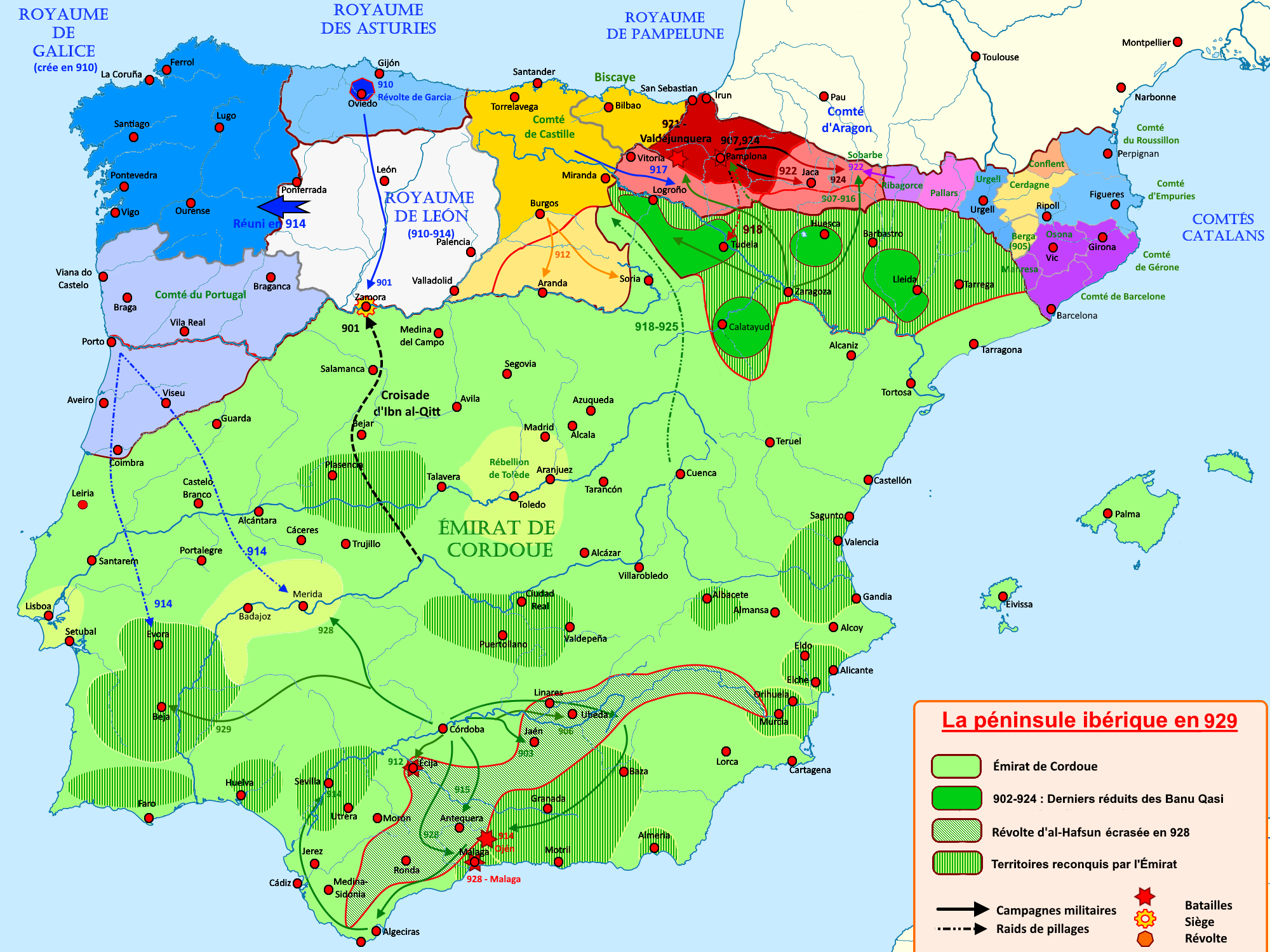
La fin de l'émirat de Cordoue 900-929

## La création d'un second califat rival en al-Andalus
L'émir 'Abd al-Rahmān III prit le titre de calife en 929, affirmant ainsi la complète indépendance du califat de Cordoue par rapport à celui des Abbassides. Il suivait en cela l'exemple des Fatimides qui avaient fondé un califat chiite ismaélien au Maghreb, le califat fatimide, après la prise de Raqqada (capitale des Aghlabides) en 909, avant de conquérir l'Égypte en 969 et de s'y établir définitivement en 973.
La conséquence de cette décision fut que les califes Omeyyades de Cordoue pâtirent d'une mauvaise réputation dans l'historiographie musulmane. En effet, le calife, en tant que « Commandeur des croyants » devait être unique ; cette volonté d'indépendance religieuse fut perçue comme une dissidence menaçant l'unité spirituelle de la communauté des croyants du monde arabo-musulman classique déjà mise à mal par l'instauration du califat fatimide. D'autres suivirent cependant.

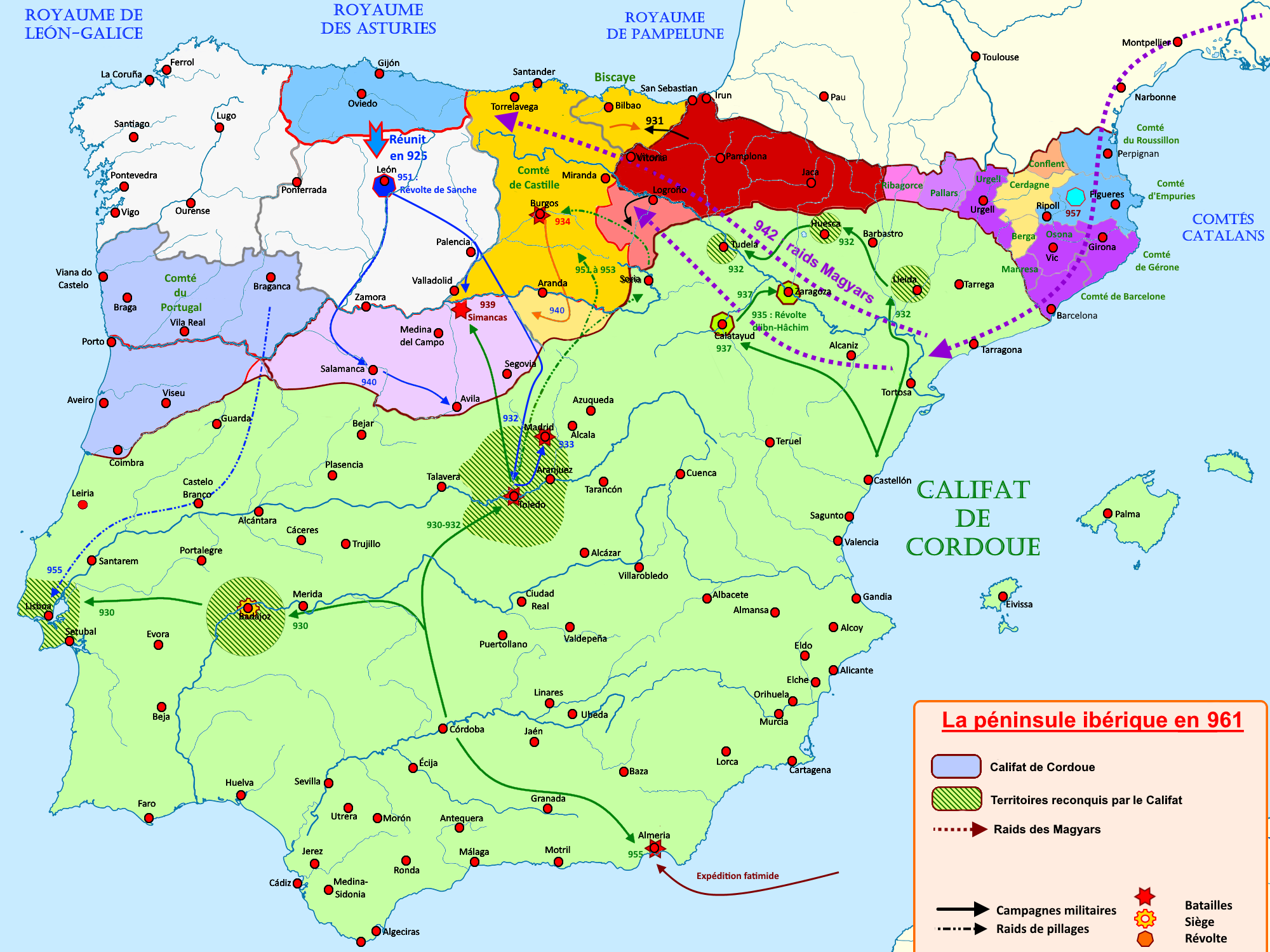
Fondation du Califat de Cordoue de 929 à 961
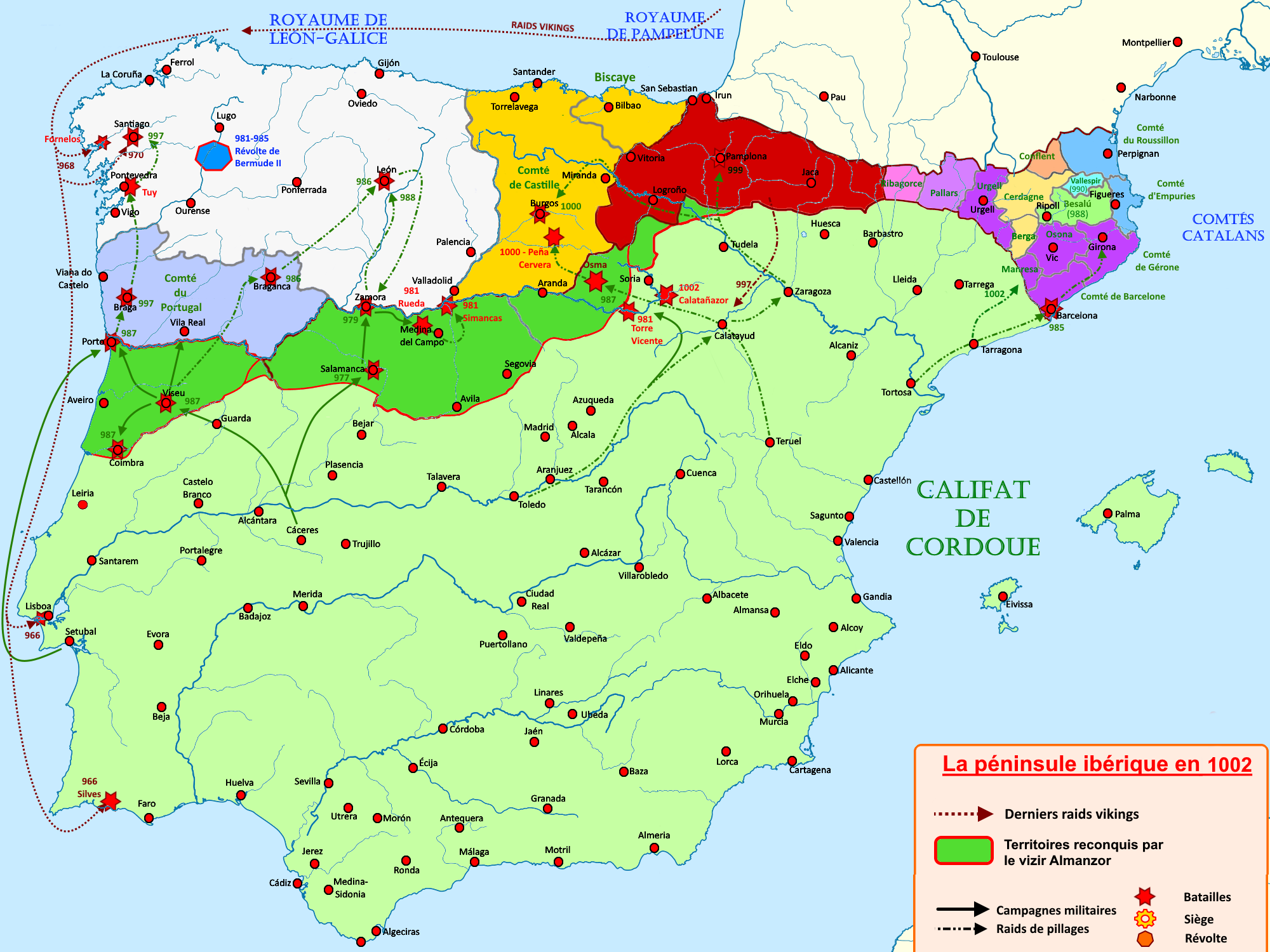
Les conquêtes d'Almanzor de 961 à 1002

## Chute du califat
Au XIe siècle, le califat s'effondre et se fragmente en micro-États, les Taïfas (jusqu'à 25) qui, affaiblis, sont progressivement reconquis par les Chrétiens. Le dernier royaume musulman espagnol, le royaume de Grenade, tombe en 1492. Les derniers Musulmans, vivant sous la loi chrétienne, sont forcés à se convertir ou à émigrer au XVIIe siècle.

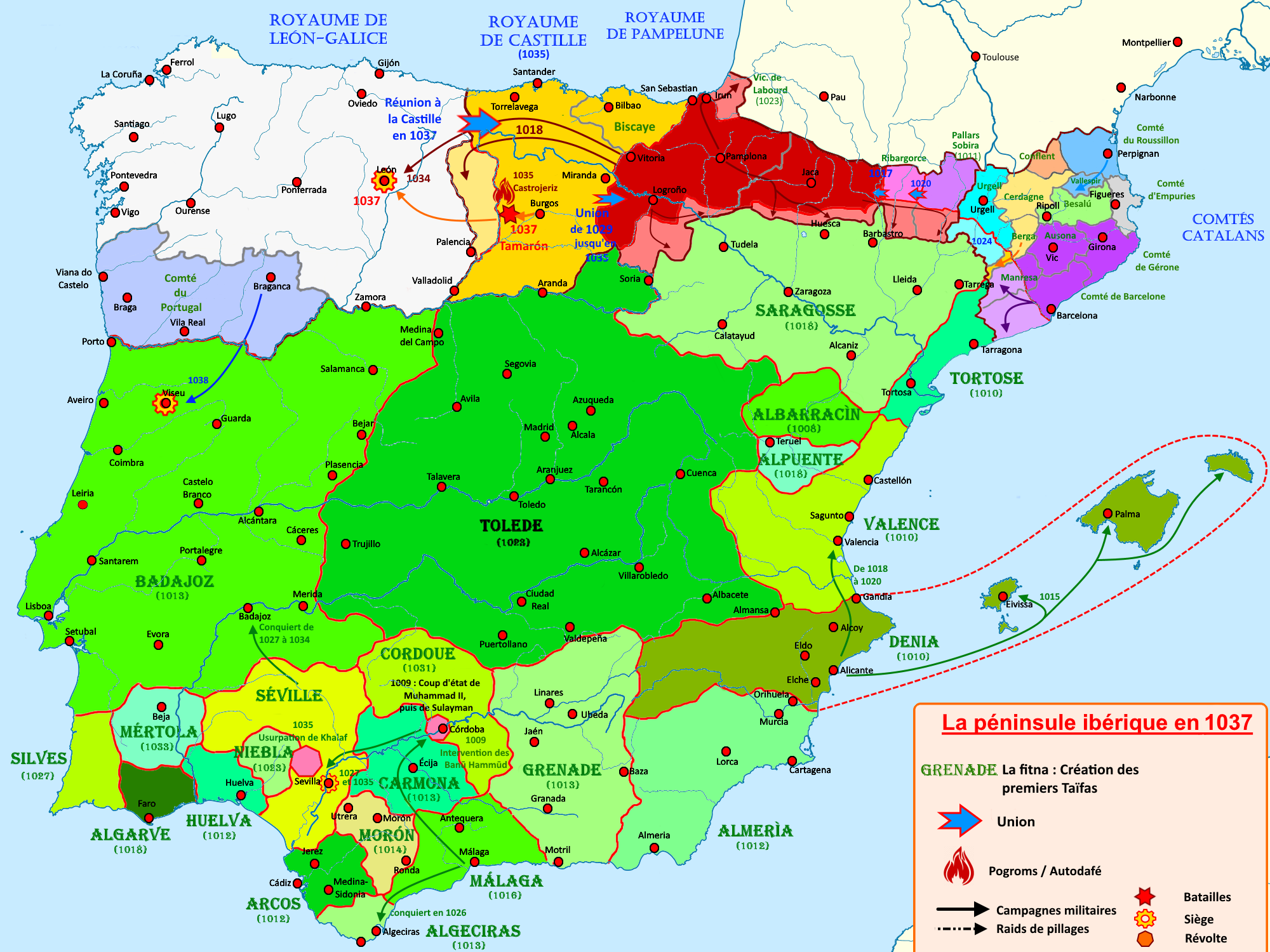
La chute du califat de 1002 à 1032

## Dynastie des Omeyyades de Cordoue

### Autres califes de Cordoue, non Omeyyades
- 13 `Alī ben Hammud “al-Nāsir” (1016-1018)
- 15 Al-Qâsîm “al-Ma'mûn” (1018-1021) et (1023)
- 16 Yahyâ “al-Mu`talî” (1021-1023) et (1025-1027)

### Documentation externe
- (ar) الأمويون/أمويو الأندلس/بنو أمية في الأندلس- ثم بني حمود, Les Omeyyades d'Andalousie puis les Hammudites
- (es) Nicolás Homar Vives, Genealogias, Emirato de Córdoba, España 08A (756/912)
- (es) Nicolás Homar Vives, Genealogias, Califato de Córdoba, España 09A (912/1031)